# Thomas Woolner

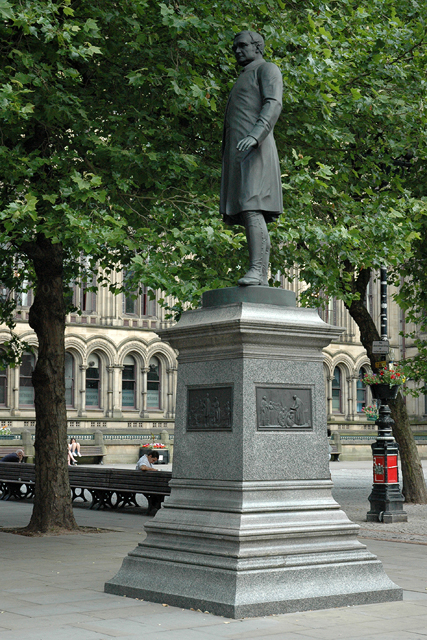
Statua di James Fraser del 1888 scolpita da Thomas Woolner

Thomas Woolner (Hadleigh, 17 dicembre 1825 – Londra, 7 ottobre 1892) è stato uno scultore e poeta inglese.

## Biografia
Nato nel Suffolk il suo insegnante fu lo scultore William Behnes.
Fu uno dei membri fondatori della confraternita dei preraffaelliti ed espose i suoi lavori alla Royal Academy dal 1843.
Il medievalismo dei preraffaelliti era in contrasto con le sue inclinazioni classicheggianti, ma si trovò d'accordo con l'idea sull'osservazione ravvicinata della natura. Infatti, già subito dopo la fondazione della confraternita, dimostrò la sua grande attenzione per i dettagli nei suoi ritratti nei busti e nei medaglioni. 
Fu obbligato ad emigrare in Australia per un periodo e qui subito si propose come scultore e gallerista. La sua permanenza in Australia lo aiutò ad ottenere commissioni lì ed altrove per la realizzazione di statue di eroi imperiali britannici, come James Cook e Thomas Stamford Raffles
I suoi lavori personali più complessi sono probabilmente Civilisation (Civilizzazione) e Virgilia. Fu eletto membro della Royal Academy nel 1875 e lì insegnò scultura dal 1877 al 1879.
Woolner fu anche un poeta di una certa fama all'epoca, il suo primo poema My Beautiful Lady (la mia bella signora) appartiene ancora alla corrente preraffaellita, nei suoi lavori più tardi Pygmalion, Silenus e Tiresius si sposta verso un classicismo erotico.
Woolner fu amico intimo del poeta Alfred Tennyson a cui fornì lo scenario per il poema Enoch Arden. Le sue speculazioni sull'anatomia umana impressionarono tanto Charles Darwin che nominò la parte dell'orecchio umano ora chiamata tubercolo di Darwin in punta Woolneriana.
Thomas Woolner morì istantaneamente per colpa di un ictus all'età di 67 anni. Sua moglie Alice morì nel 1912. Il loro figlio Hugh, tornando indietro dal funerale di lei verso New York si imbarcò sul Titanic, tuttavia sopravvisse all'affondamento.